# Poaka
Poaka es una localidad situada en el municipio de Türi, en el condado de Järva, Estonia. Según el censo de 2021, tiene una población de 127 habitantes.
Está ubicada al oeste del condado, cerca del río Pärnu y de la frontera con los condados de Rapla y Pärnu.